# Léon Hanssen
Léon Hanssen (Kerkrade, 1955) is cultuurhistoricus, literatuurwetenschapper en biograaf van Menno ter Braak en Piet Mondriaan.
Na zijn studie geschiedenis aan de Universiteit van Amsterdam werd Hanssen, samen met Anton van der Lem en Wessel Krul, bezorger van de Briefwisseling van Johan Huizinga. De Groningse historicus Huizinga werd ook door Hanssen in het licht van de moderniteit besproken in de dissertatie Huizinga en de troost van de geschiedenis (1996). Hiermee promoveerde Hanssen aan de Katholieke Universiteit Brabant, thans Tilburg University geheten. Aan de Tilburgse universiteit werd Hanssen in 2013 benoemd als buitengewoon hoogleraar Life Writing and Cultural Memory.
In 2000-2001 verscheen Hanssens tweedelige biografie van essayist Menno ter Braak (1902-1940): Want alle verlies is winst (2000) en Sterven als een polemist (2001). De biografie werd onder meer genomineerd voor de AKO Literatuurprijs en bekroond met de Henriette de Beaufort-prijs en de Busken Huetprijs.
Vervolgens richtte Hanssen zich als biograaf opnieuw op een cultuurdrager uit de periode van het interbellum, ditmaal kunstschilder Piet Mondriaan. Het eerste deel van de biografie, over Mondriaans Parijse jaren (1919-1933), verscheen in 2015 onder de titel De schepping van een aards paradijs. Deze werd genomineerd voor de shortlist van de Erik Hazelhoff Roelfzema Biografieprijs. Een tweede deel is in voorbereiding.
Behalve biografieën publiceerde Hanssen ook cultuurwetenschappelijke monografieën en essays waarin de relatie tussen kunstenaarschap, geschiedenis en samenleving centraal staat. Noties uit de wijsgerige antropologie, sociale theorie, postkoloniale studies en psychologie treden hier meer op de voorgrond, alsook de 'culturele spelnotie' waarmee hij voortborduurt op Huizinga's Homo Ludens uit 1938. 
In de monografie over dichteres-psychiater M. Vasalis,  Een misverstand om in te geloven (2006), tracht Hanssen te ontkrachten dat Vasalis zich beperkte tot het genre van de 'damespoëzie' (zoals W.F. Hermans haar oeuvre eens bestempelde) en het beschrijven van het 'kleine geluk'. Er zit volgens Hanssen een meer verontrustende kant aan haar schrijverschap. En in Alleen een wonder kan je dragen - over het sublieme bij Mondriaan (2017) kritiseert Hanssen het 'aaibare' imago waarmee musea Mondriaan proberen te promoten.
In Alleen een wonder kan je dragen is ook een uitgebreidere reportage opgenomen van Hanssens zoektocht naar de herkomst van een verloren gewaand schilderij van Mondriaan. Dit schilderij, Compositie 1923, verdween nadat de nazi's het tentoonstelden als entartete Kunst in München in 1937, maar leek opeens boven water te zijn gekomen toen het in 2016 werd geëxposeerd in Bozar te Brussel. Hanssens ontmaskering van dit schilderij als het verdwenen meesterwerk kreeg aandacht in de internationale pers; onder andere de New York Times berichtte hierover.
In 2020 publiceerde uitgeverij Querido Hanssens Handboek voor de vagebond. In de voetsporen van vrije denkers.